# Rukūʿ

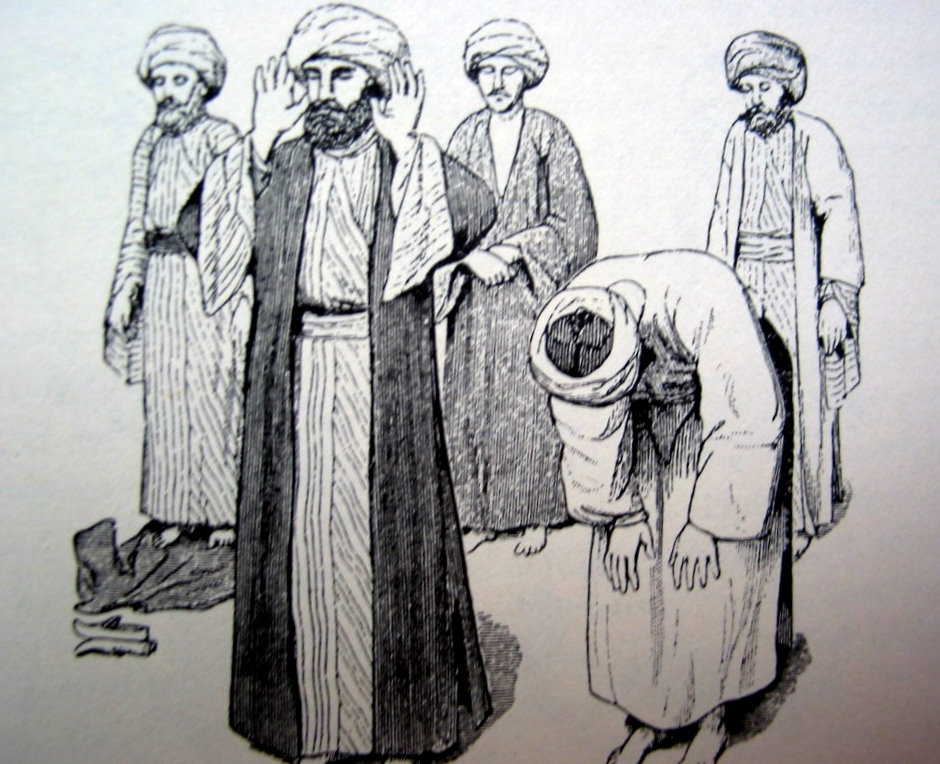
Nach: Edward William Lane: Manners and Customs... (1836). S. 81: Darstellung des Rukūʿ (rechts). Zeichnung aus dem Jahr 1836

Rukūʿ, arabisch ركوع ‚Verbeugung, Verneigung mit dem Oberkörper‘, ist eine ritualrechtlich vorgeschriebene Körperhaltung während des Gebets im Islam. Eine Verneigung heißt: rakʿa(tun) / ركعة.

## Vorkommen im Quran
Diese Körperhaltung schreibt der Koran vor: 

„Ihr Gläubigen! Verneigt euch (beim Gottesdienst), werft euch (in Anbetung) nieder, dienet eurem Herrn und tut Gutes!“

 Einzelheiten dieser Körperhaltung im Gebet werden in der Sunna beschrieben. Sie erfährt im Ritualrecht, in den Darstellungen der islamischen Rechtsschulen, bestimmte Modifizierungen, die jedoch durch Aussagen Mohammeds als zulässig betrachtet werden.  Es ist zulässig, vor der Verneigung die Hände in die Höhe der Ohren zu heben. Das Takbīr ist jedoch Pflicht. Bei der Verneigung soll der Oberkörper in die waagerechte Position gebracht werden, wobei die Handflächen die beiden Knie berühren. Nach der Offenbarung des Koranverses: 

„Darum preise den Namen deines gewaltigen Herrn“

 soll der Prophet die Lobpreisung Gottes empfohlen haben. Es ist allerdings verpönt, während des Rukūʿ Koranverse zu rezitieren. In einem auf Ali ibn Abi Talib zurückgeführten Bericht, der in den kanonischen Traditionssammlungen überliefert wird, soll er gesagt haben: „Der Gesandte Gottes hat es mir untersagt, den Koran während der Verneigung oder der Niederwerfung zu rezitieren.“

## Anzahl während des Gebets und sonstige Vorschriften
Die Anzahl der Verbeugungen während der Gebete ist unterschiedlich; durch die Verletzung dieser Vorschriften, die durch die Sunna bestimmt werden, kann das Gebet sogar für ungültig erklärt werden.
Ursprünglich beschränkte man sich beim Gebet auf zwei Rakʿa. Einem allgemein bekannten und von den Rechtsschulen akzeptierten Hadith zufolge blieb diese Anzahl beim Gebet, das man auf Reisen verrichtet (aṣ-ṣalāt fī ʾs-safar; ṣalāt al-musāfir), beibehalten: „Gott hat das Gebet, als er es anordnete, sowohl für Ansässige als auch für Reisende auf je zwei Rakʿa beschränkt. Das Gebet auf Reisen wurde so belassen, das Gebet für Ansässige dagegen erhöht.“

Auch der Koran legitimiert die Kürzung des Gebets während Reisen, allerdings nur in bestimmten Fällen, die wie folgt beschrieben werden: 

„Und wenn ihr im Land (draußen) unterwegs seid, ist es für euch keine Sünde, das Gebet abzukürzen, falls ihr fürchtet, daß diejenigen, die ungläubig sind, euch zu schaffen machen (w. eine Prüfung auferlegen). Die Ungläubigen sind euch (nun einmal) ein ausgemachter Feind.“

 Dieses Gebet, das man in feindlicher Umgebung verrichtet, nennt man in der islamischen Jurisprudenz „das Gebet der Angst/Furcht“ (ṣalāt al-ḫauf).
Dennoch ist die ursprüngliche Form des Gebets, das nur aus zwei Rakʿa besteht, auch im Morgengebet, Freitagsgebet, ferner im Regengebet während der Dürre und im Gebet anlässlich der Sonnen- und Mondfinsternis beibehalten worden. Ebenfalls aus zwei Rakʿa besteht das Gebet am islamischen Opferfest und am Ende des Fastenmonats Ramadan, die man, wie das Freitagsgebet, in der Gemeinschaft (ṣalāt al-ǧamāʿa) verrichten muss.
Die Erweiterung des Mittags-, Nachmittags- und des Nachtgebets auf vier, des Abendgebets auf drei Rakʿa stellt im Ritualrecht eine spätere Entwicklung dar. Sie wird in Form von Hadithen als überlieferte Sunna des Propheten Mohammed in der Rechtslehre erörtert.   
Nach dem Rukūʿ nimmt der Betende wieder die gerade Körperhaltung an; er erhebt die Hände und spricht die Worte: „Gott erhört denjenigen, der ihn lobt.“
Im islamischen Ritualrecht ist der Stellenwert des Gebets, das man nach dem letzten Pflichtgebet (ṣalāt al-ʿischāʾ) und vor dem nächsten Morgengebet während der Nacht verrichtet, samt der Anzahl der Rakʿa umstritten, da dieses Gebet – genannt ṣalāt al-witr – nur außerkoranisch, in widersprüchlichen Traditionen überliefert ist. Die Rechtsschulen, die in dieser Frage auf das Hadithmaterial zurückzugreifen haben, legen die Anzahl der Verneigungen zwischen ein und elf Rakʿa fest.
Diese Rechtsunsicherheit bei der Festlegung der Anzahl der Rakʿa im Gebetsritual ist aus den oben geschilderten Gründen auch beim Nachtgebet, das man nur während des Monats Ramadan in der Gemeinschaft in der Moschee, begleitet von Koranrezitationen, verrichtet, dokumentiert. Dieses Gebet ṣalāt at-tarāwīḥ (das Gebet mit Koranrezitationen, das durch Pausen – tarwīḥa, Pl. tarāwīḥ – unterbrochen wird) soll der Prophet gemäß überlieferter Sunna mit zwanzig Rakʿa verrichtet haben. Auch in diesem Fall sind die kontroversen Lehrmeinungen der Rechtsgelehrten bis in die Gegenwart hinein nachweisbar.